# Melaniellaceae
Melaniellaceae är en familj av svampar. Melaniellaceae ingår i ordningen Doassansiales, klassen Exobasidiomycetes, divisionen basidiesvampar och riket svampar.
|                | Rhamphosporaceae             |
|                |                              |
| Melaniellaceae | \| \| Melaniella \| \| \| \| |
|                | \| \| Melaniella \| \| \| \| |
|                | Doassansiaceae               |
|                |                              |
|                | Melaniella                   |
|                |                              |

|  | Melaniella |
|  |            |